# Aaron Nola
Aaron Michael Nola (ur. 4 czerwca 1993) – amerykański baseballista występujący na pozycji miotacza w Philadelphia Phillies.

## Przebieg kariery

### College
W czerwcu 2011 został wybrany w 22. rundzie draftu przez Toronto Blue Jays, jednak nie podpisał kontraktu z organizacją tego klubu, gdyż zdecydował się podjąć studia na Louisiana State University, gdzie w latach 2012–2014 grał w drużynie uniwersyteckiej LSU Tigers. W 2013 otrzymał powołanie do uczelnianej reprezentacji Stanów Zjednoczonych. W 2014 został wybrany najlepszym miotaczem Southeastern Conference. Podczas trzech lat występów w NCAA zanotował bilans W-L 30–6 przy wskaźniku ERA 2,09 w 52 rozegranych meczach i zaliczył 345 strikeoutów.

### Philadelphia Phillies
W czerwcu 2014 został wybrany w pierwszej rundzie draftu z numerem siódmym przez Philadelphia Phillies i początkowo występował w klubach farmerskich tego zespołu, między innymi w Lehigh Valley IronPigs, reprezentującym poziom Triple-A. W Major League Baseball zadebiutował 21 lipca 2015 w meczu międzyligowym przeciwko Tampa Bay Rays zaliczając porażkę. Pierwsze zwycięstwo zanotował pięć dni później w meczu z Chicago Cubs na Wrigley Field w swoim drugim starcie. W tym samym spotkaniu zaliczył również pierwsze w MLB RBI.
W lipcu 2018 po raz pierwszy w karierze otrzymał powołanie na Mecz Gwiazd MLB.

## Nagrody i wyróżnienia
| Nagroda/wyróżnienie | Lata | Źródło |
| All-Star            | 2018 | [ 6 ]  |